# Elisabeth Hoeter
Elisabeth Hoeter, née le 11 novembre 1910 à La Chaux-de-Fonds et morte le 14 mars 2003 à Neuchâtel, est une féministe et personnalité politique suisse du canton de Neuchâtel, membre du Parti libéral. 
Elle est la fondatrice de la section Neuchâtel du Soroptimist et conseillère générale en ville de Neuchâtel.

## Biographie

### Origines, jeunesse et formation
Elisabeth Hoeter naît le 11 novembre 1910 à La Chaux-de-Fonds, dans le canton de Neuchâtel. 
Elle suit des études à Munich en Allemagne, Cambridge en Angleterre et Paris en France. Elle décroche une licence en lettres à l’Université de Neuchâtel en 1934[réf. souhaitée].  
Elle est enseignante à la St-George’s International School à Clarens et au gymnase cantonal de Neuchâtel principalement le français et l'anglais. En 1965 elle devient la première femme sous-directrice de cet établissement. Elle met en place la commission culture et jeunesse de l'Institut neuchâtelois en 1974. Cette commission organise des excursions pour des étudiants des lycées neuchâtelois, afin de découvrir des aspects de la vie culturelle et économique neuchâteloise[réf. souhaitée]. 

### Engagement associatif et politique
Militante pour les droits des femmes, elle  participe à la fondation de  la section neuchâteloise des Soroptimist en 1954. Elle devient présidente au niveau européen puis international ainsi elle contribue à l'expansion et à la notoriété de ce club service.  
Elle s'engage dans l'alliance des sociétés féminines suisses et dans l'association pour le suffrage féminin dès 1965.  Elle siège au conseil général (législatif) de la ville de Neuchâtel pour le Parti libéral et fonde le Cercle libéral féminin, qu’elle préside jusqu’en 1983.

### Mort
Elisabeth Hoeter meurt le 14 mars 2003 à Neuchâtel, à l'âge de 92 ans.

## Sources
- Fonds Association neuchâteloise des femmes universitaires. Bibliothèque publique de Neuchâtel.
- Fonds Claire Rosselet. Bibliothèque publique de Neuchâtel.